# 다기능기술자
다기능기술자(多技能技術, Technician)는 1999년 3월 27일까지 존속하였던 대한민국의 국가기술자격이다. 기능계 자격 중 기능사 1급과 기술계 자격 중 기사 2급 수준의 자격으로써 다기능기술자 자격을 취득한 사람은 중급 수준의 숙련 기술과 관련분야의 기초적인 기술 지식을 가지고 산업현장에서 다기능기술자로써 역할을 수행하였다. 국가기술자격법 개정으로 1999년 3월 28일 폐지되었다. 폐지 이후엔 관련된 종목의 산업기사로 변경하여 발급 받을 수 있다.